# Metsä-Ruonajärvi
Metsä-Ruonajärvi är en sjö i Finland. Den ligger i kommunen Muonio i landskapet Lappland, i den norra delen av landet, 800 km norr om huvudstaden Helsingfors. Metsä Ruonajärvi ligger 299 meter över havet. Arean är 19 hektar och strandlinjen är 1,99 kilometer lång. Sjön  ingår i Torne älvs huvudavrinningsområde. 